# Австралийский шелковистый терьер
Австралийский шелковистый терьер, или австралийский силки терьер (англ. australian silky terrier), — порода собак. История австралийского шелковистого терьера началась в конце XIX века. Предками силки-терьера являются собаки таких пород, как скайтерьер, йоркширский терьер и австралийский терьер, несущий в себе кровь норвич терьера, керн-терьера и денди-динмонт-терьера. Порода была признана FCI в 1962 году.

## Стандарт породы

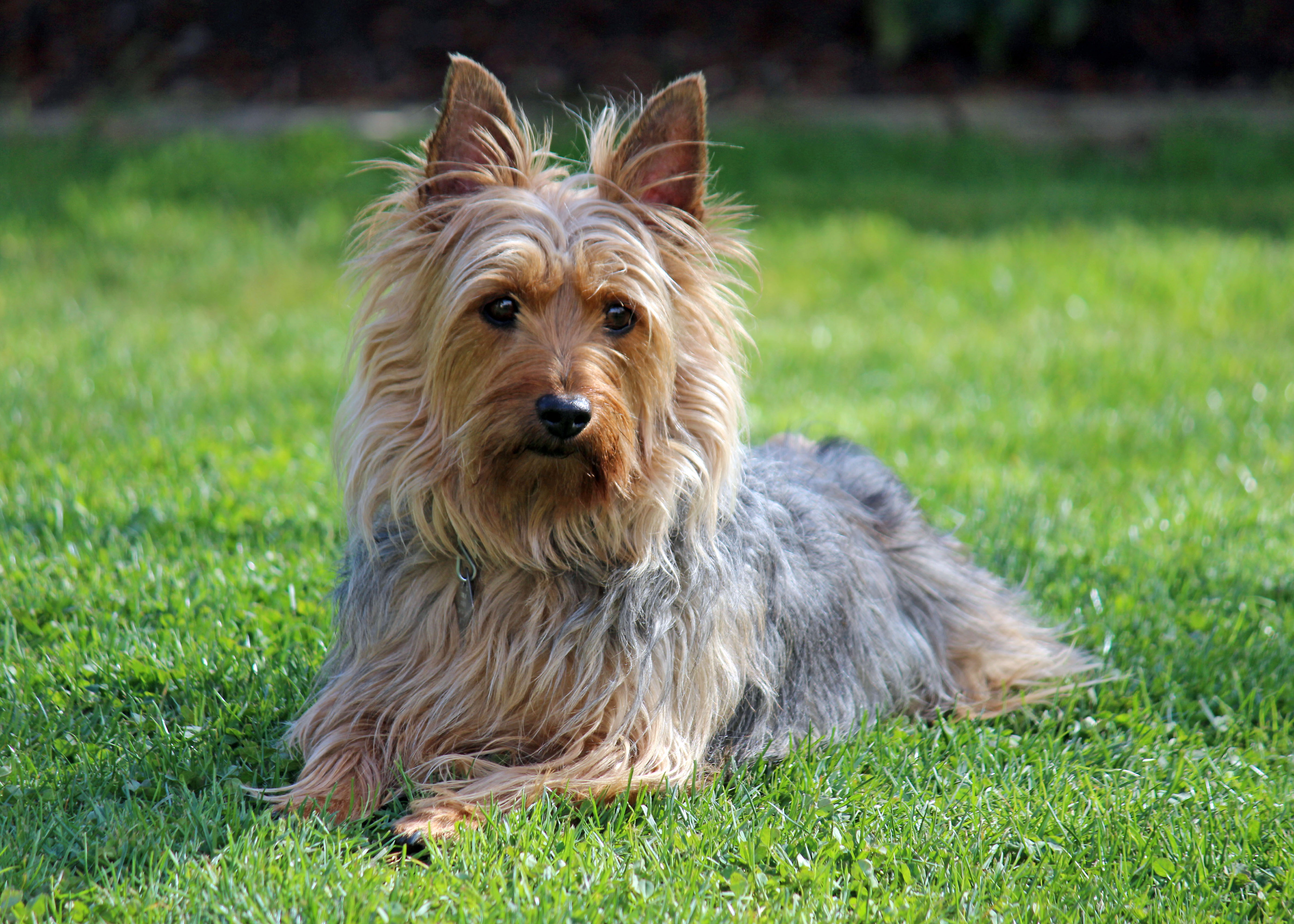
Австралийский терьер лежит на траве

Австралийский шелковистый терьер относится к собакам 3 группы FCI «Той-терьеры».
Страна происхождения — Австралия.
Рост кобелей: 23—26 см, сук — чуть меньше, вес — около 4,5 кг.
Коренастая, компактная, приземистая собака небольшого размера. Голова средней длины с плоским черепом и сильными челюстями. Глаза темные небольшие, круглой формы. Уши небольшие, треугольной формы, тонкие, поставленные высоко, стоячие, концы направлены вверх. Корпус умеренно растянутого формата. Грудь глубокая, широкая. Спина прямая. Поясница сильная. Конечности умеренной длины. Лапы небольшие, круглые, компактные, с когтями чёрного цвета. Хвост купируется, держится прямо. Шерсть тонкая и шелковистая. Длина шерсти — 13 — 15 см вдоль позвоночника (от основания ушей до основания хвоста). На нижней части конечностей шерсть короткая. Окрас силки-терьера — чепрачный — голубой с палевым или серовато-голубой с палевым. В породе присутствуют не только голубой с палевым окрас, но и рыжий и песочный. Щенки рождаются почти черными и с возрастом меняют окрас.

## Характер

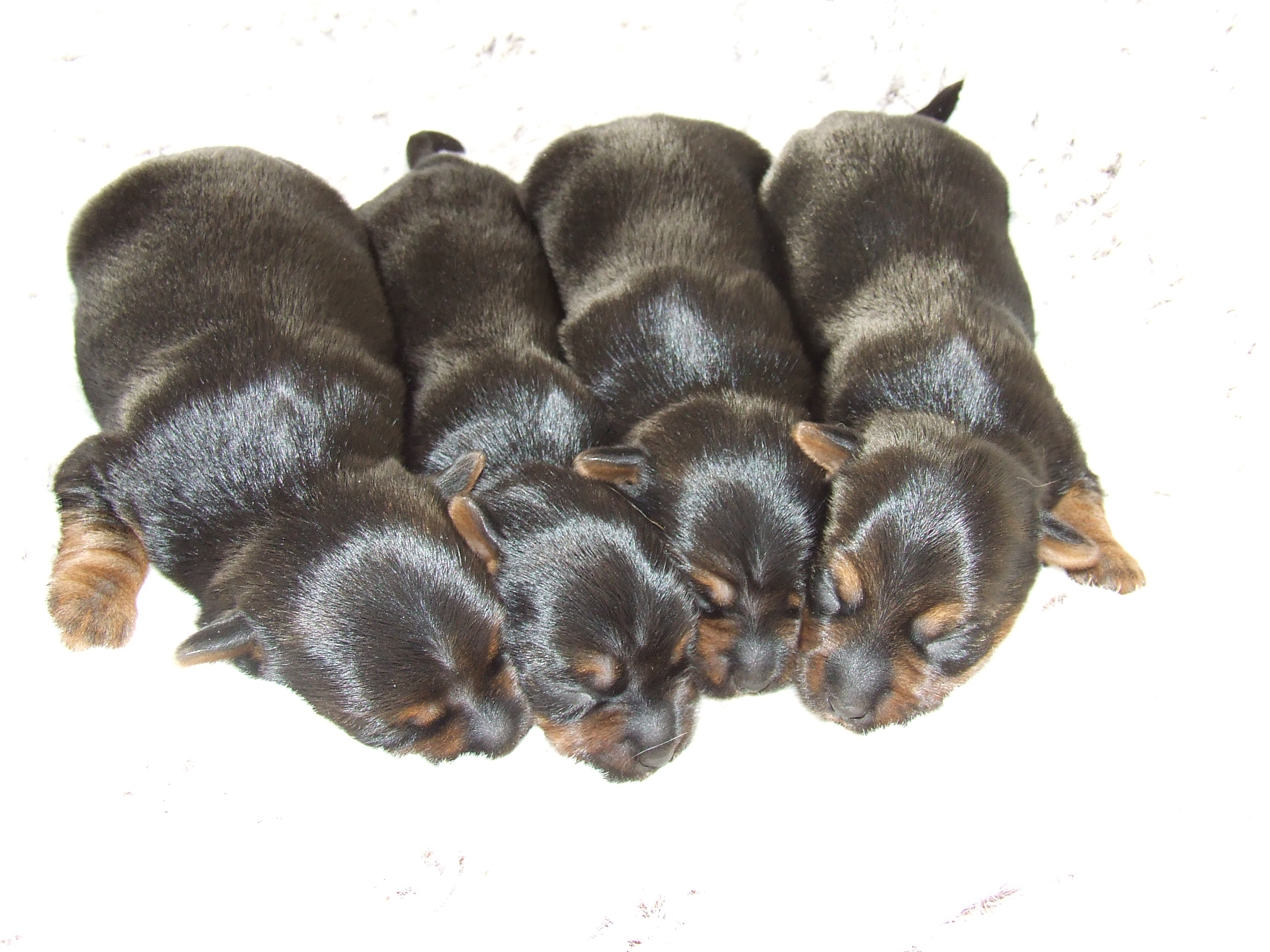
Новорожденные щенки силки-терьера

Силки-терьер — веселый компаньон, сильно привязывается к хозяину и любит детей. Охотничий инстинкт, присущий терьерам, делает его отличным крысоловом. Терьер драчлив. Но несмотря на свой подвижный характер, австралийский шелковистый терьер послушен, уравновешен, хорошо контактирует с человеком, ласков и интеллигентен. Это очень чистоплотная собака, хорошо приспособленная к жизни в помещении при условии частых и продолжительных прогулок.

## Уход
Шерсть силки-терьера требует регулярного расчесывания два-три раза в неделю щеткой с мягкой щетиной или пуходеркой. Также следует вычесывать места возможного спутывания шерсти обычной металлической расческой, чтобы не допустить образования колтунов. При отсутствии должного ухода колтуны и свалявшаяся шерсть могут стать причиной дискомфорта для собаки и возникновения кожных проблем. Следует стричь когти не реже одного раза в месяц и мыть собаку с применением шампуня раз в 4-6 недель.

## История
Австралийский шелковистый терьер происходит от йоркширского и австралийского терьеров. Но также есть записи, указывающие, что силки-терьеры произошли от щенков австралийского терьера, рожденных с шелковистой шерстью.
Изначально породу называли "Сиднейская шелковистая", так как она была выведена в Сиднее. Шелковистого терьера разводили в первую очередь, как собаку-компаньона.
До 1929 года не было четкого разделения между австралийскими, силки и йоркширскими терьерами, в помете могли родится щенки 3 разных пород. После 1932 года в Австралии скрещивание пород между собой не поощрялось, в 1955 году порода официально стала называться австралийским шелковистым терьером. В 1958 году породу признал Австралийский национальный кеннел-клуб.
В 1962 году породу признал FCI.

### Распространение по миру
После Второй мировой войны австралийский силки-терьер попал в США вместе с военными. Газетные фотографии породы в 1954 году вызвали всплеск популярности, и сотни силки-терьеров были импортированы из Австралии в Соединенные Штаты.
В Великобританию порода была завезена в 1928 году, в 1930 году была выставлена на выставке, большой популярности порода в Англии и Европе не получила.
В 1959 году породу принял Американский клуб собаководства, а 1965 породу признал Объединенный клуб собаководства.
В России первые силки-терьеры появились в 2000-х, порода считается редкой.